# Autobuses Urbanos de Jerez
Transportes Urbanos de Jerez es el servicio de autobuses urbanos de la ciudad de Jerez. La empresa encargada de gestionarlo es la Corporación Municipal de Jerez S.A. (COMUJESA).

## Historia
El servicio ha pasado a lo largo de su historia por distintos concesionarios:
- a) José Benítez López S.A. en el año 1969.
- b) Herederos Benítez López S.A. en el año 1980.
- c) Fue el servicio secuestrado por el Ayuntamiento en el año 1981.
- d) Adjudicado a Transportes Aura S.A. En el año 1982.
- e) En el transcurso de 1994-1995 el Ayuntamiento secuestra el servicio y se saca a concurso.
- f) Gana la concesión la Corporación Jerezana de Transportes Urbanos (COJETUSA), integrante del grupo Corporación Española de Transporte (CTSA), en el año 1995.
- g) En 2010 COJETUSA quiebra y entra en concurso de acreedores. Se saca de nuevo a concurso el servicio y es adjudicado a Servicios Urbanos de Los Amarillos (Grupo SAMAR).
- h) Alegando incumplimientos del Pliego de Condiciones que regía la concesión, el Ayuntamiento secuestra el servicio y lo municipaliza, haciéndose efectivo en junio de 2014. Pasa a ser uno de los servicios gestionados por la sociedad municipal COMUJESA.

Fue fundada en 1995 con el nombre de Corporación Jerezana de Transportes Urbanos, Sociedad Anónima (COJETUSA), gestionando el servicio con capital privado a modo de concesionaria (Grupo CTSA) y con la compra de 36 autobuses Mercedes-Benz O405 para sustituir los antiguos Pegaso 6038 y los Pegaso Comet aún más antiguos, conservando eso si, varios Scania que junto a los Pegaso, fueron la flota de Transportes Aura S.A. concesionaria anterior. En diciembre de 2012, la empresa, pasa a pertenecer de Servicios Urbanos Amarillos a la sociedad COMUJESA, sociedad de capital íntegramente municipal.
Cuenta con una red de 18 líneas propias, 6 líneas concesionarias (gestionadas por Auto La Valenciana, antigua LINESUR), 3 líneas especial Institutos, 13 líneas especiales que solo prestan servicio durante la Feria de Mayo y otras 13 líneas especiales que solo prestan servicio en Semana Santa, con un recorrido cercano a los 300 kilómetros de red y transportando alrededor de 5 millones de personas al año.
Durante el año 2000 perdió 7 millones de pasajeros. Cuando en el año 2012, llegó a tener 2 millones de pasajeros respecto al año 2016 que llegó a los 5 millones, lo que significa que va en aumento el número de pasajeros.

### Identidad corporativa
Inicialmente, anterior a Transportes Aura, los autobuses eran de color azul y blanco, la bandera de la ciudad. Cuando Pedro Pacheco era alcalde de la ciudad (1979-2003) se pintaron de blanco y verde probablemente para darle el aire andalucista con que Pacheco contaba en aquellos años ochenta. Poco antes de la llegada de COJETUSA y seguramente por el enfado que tenía ya a principio de los noventa, Pedro Pacheco con los andalucistas, se buscó un color que no se pudiera vincular a ningún partido político y se optó por el característico color rosa, señal de identidad durante años de la ciudad.
Siendo alcaldesa de la ciudad Pilar Sánchez Muñoz (2005-2011), se otorgó la concesión del servicio a Servicios Urbanos Amarillos (Grupo SAMAR) y fueros éstos quienes adquirieron seis buses marca Volvo de color blanco sencillamente porque era el color más barato. En el año 2012, ya con el PP en el gobierno local se “secuestró” y posteriormente municipalizó el servicio, cambiándose a un color azul con motivo del color de la bandera local según unos y por color del partido según otros.
Posteriormente y siendo alcaldesa Mamen Sánchez Díaz, se realiza la compra de 9 nuevos autobuses y el alquiler de otros 9 y se hace una votación en línea, para que la ciudadanía eligiera entre tres modelos, azul y blanco, rojo y blanco o rojo y gris, ganando este último modelo esta, no exenta de polémica votación, ya que cierta parte de la ciudadanía comentó que se manipuló la votación para hacer coincidir el color con el del PSOE

## Flota
En diciembre de 2012 la distribución de la flota era la siguiente, de un total de 77 vehículos:
Por combustible
- 68,83% Diésel: 53
- 31,16% Gas natural comprimido: 18

Por dimensión del autobús
- Autobús estándar (12 metros): 77
- Autobús Renting Otokar (10 metros)

Por accesibilidad al vehículo
- 41,55% Piso bajo con rampa automática: 32
- 31,16% Piso bajo con rampa automática y manual: 24
- 27,27% Piso bajo sin rampa: 21

En la actualidad presenta la siguiente relación de autobuses:
| Marca y modelo              | Año de alta | Unidades    | Números de unidad                                     | Combustible | Clasificación ecológica |
| --------------------------- | ----------- | ----------- | ----------------------------------------------------- | ----------- | ----------------------- |
| Mercedes 0405-N2 Unicar U90 | 1995        | 2 Unidades  | 18, 39                                                | Diésel      |                         |
| MAN 18310 HOCL-NL/3         | 2003        | 1 Unidad    | 57                                                    | Diésel      |                         |
| Mercedes-Benz Citaro        | 2006        | 14 Unidades | 60-72, 74                                             | Diésel      | Euro III                |
| Volvo B9L Sunsudegui Astral | 2011        | 5 Unidades  | 103, 105, 107, 109, 111                               | Diésel      | Euro V                  |
| Iveco Cityclass             | 2001        | 13 Unidades | 77, 79, 80, 83, 84, 85, 87, 93, 94, 98, 100, 102, 106 | Diésel      |                         |
| Mercedes Citaro NGL         | 2018        | 9 Unidades  | 112-120                                               | GNC         | Euro VI                 |
| Otokar Kent GNC             | 2019        | 10 Unidades | 121-130                                               | GNC         | Euro VI                 |

De los que, clasificados por combustible serían:
- Diésel: 35 (64,81%)
- Gas natural comprimido: 19 (35,19%)

## Tarifas
La tarifas en vigor son:
| Nombre del billete             | Precio                                                                                |
| ------------------------------ | ------------------------------------------------------------------------------------- |
| Billete Sencillo               | 1'10 €                                                                                |
| Tarjeta Pensionista            | 0'11 €/viaje                                                                          |
| Tarjeta Multiviaje             | 0'80 €/viaje (para recargas entre 5-13 €); 0'70 €/viaje (para recargas entre 14-50 €) |
| Tarjeta Solidaria              | 0'11 €/viaje                                                                          |
| Tarjeta Escolar                | Gratuita                                                                              |
| Tarjeta Joven                  | 15 €/recarga (validez durante 30 días tras la primera cancelación)                    |
| Tarjeta Mensual                | 30 €/recarga (validez durante 30 días tras la primera cancelación)                    |
| Tarjeta Familia Numerosa Joven | 10 €/recarga (validez durante 30 días tras la primera cancelación)                    |
| Tarjeta Familia Numerosa       | 24 €/recarga (validez durante 30 días tras la primera cancelación)                    |

## Líneas
Las líneas que actualmente componen la red actual son:

### Circulares
| Línea   | Trayecto |
| ------- | --- |
| C1 (08) | Angustias - Estación central - Retiro - La Granja - Carrefour Norte - Hipercor Rioja - Juzgado - Hospital - Alcázar - Tanatorio - Carrefour Sur - San Telmo            |
| C2 (09) | San Telmo - Carrefour Sur - Tanatorio - Alcázar - Área Sur - Hospital - Juzgado - Hipercor Rioja - Carrefour Norte - La Granja - Retiro - Estación Central - Angustias |

### Transversales
| Línea | Trayecto |
| ----- | --- |
| 10    | La Canaleja - Angustias - Esteve - Avenida Álvaro Domecq - Juzgados - Hospital - Casinos - Angustias - Estaciones - Vallesequillo - Parque Canaleja |

### Radiales Norte
| Línea | Trayecto |
| ----- | --- |
| 04    | Esteve - Avenida Álvaro Domecq - San Benito - Maternidad - Hipercor - Avenida Andalucía - Plaza del Caballo - Barriada España - Angustias                        |
| 16    | Casinos - Avenida Álvaro Domecq - Plaza del Caballo - Avenida Álvaro Domecq - Hontoria - El Bosque - Hipercor Rioja - Ortega Gasset - Sementales - Santo Domingo |

### Radiales Este
| Línea | Trayecto |
| ----- | --- |
| 06    | Esteve - Torresblancas - La Granja - C/Almería - Avenida de Arcos - Universidad de Jerez - Angustias                                                    |
| 11    | Esteve - Torresblancas - Piscinas Jerez - Glorieta VI - La Marquesa - Avenida de Arcos - Universidad de Jerez - Angustias                               |
| 12    | Corredera - Torresblancas- Avenida Lola Flores - Avenida Europa - Avenida Caballero Bonald - San José Obrero - La Granja - Avenida de Arcos - Angustias |
| 14    | Esteve - Retiro - Avenida Nazaret - Avenida Juan Carlos I - Glorieta VI - Angustias                                                                     |

### Radiales Sur
| Línea | Trayecto |
| ----- | --- |
| 01    | Esteve - Pío Xii - Madre de Dios - Bajada San Telmo - Vallesequillo II - San Telmo - M. Dios - Angustias                               |
| 13    | Alcázar - Torresoto - Carrefour Sur - (Media Markt - Guadabajaque - Residencia Colores)* - Avenida Puertas del Sur - Asisa - Torresoto |

Radiales Oeste
| Línea | Trayecto |
| ----- | --- |
| 02    | Esteve - Cristina - Merced - Picadueñas Alta - Picadueñas Baja - C/Muro - C/Ancha - Casinos - Sevilla - Estaciones - Angustias |
| 03    | Esteve - Cristina - Las Torres - C/Ancha - C/Porvera - Casinos - Sevilla - Barriada de España - Estaciones - Angustias         |

### Periféricas
| Línea | Trayecto |
| ----- | --- |
| 17    | Casinos - Cristina - Avenida Álvaro Domecq - Parque Empresarial - Doctor Marañón - Maternidad - Avenida Álvaro Domecq - Sevilla - Santo Domingo |
| 18    | Corredera - Cristina - C/Ancha - Taxdirt - Zoo - Hospital San Juan Grande - Área Sur - Luz Shopping - C/Porvera - Casinos - Sevilla - Angustias |

### Pedanías
| Línea | Trayecto |
| ----- | --- |
| 05    | Corredera - Barriada España - Plaza del Caballo - Hontoria - Carrefour Norte - La Granja - Guadalcacín - Avenida Europa - Sementales - Angustias |
| 07    | Angustias - Retiro - La Pita - Cementerio - Estella del Marqués - Cementerio - Glorieta VI - Estaciones - Diego Fernández Herrera                |

### Pedanía y Transversal
| Línea | Trayecto |
| ----- | --- |
| 15    | Nueva Jarilla - Guadalcacín - Parque Agroalimentario - Ortega y Gasset - Hipercor - Sementales - Angustias - M. Dios - San Telmo - Cocheras de Autobuses Urbanos - El Portal |

### Especial Institutos
| Línea | Trayecto                                                     |
| ----- | ------------------------------------------------------------ |
| 25    | Especial Institutos 1 (Solo Días Lectivos "Días de Colegio") |
| 26    | Especial Institutos 2 (Solo Días Lectivos "Días de Colegio") |
| 27    | Especial Institutos 3 (Solo Días Lectivos “Días de Colegio”) |

Línea especial Cementerio
Constituido por servicio lanzadera especial (Angustias - Cementerio), solo días cercanos al 1 de Noviembre.
Líneas especiales de Primavera Trompetera y Circuito
Constituido por servicios lanzadera especiales (Angustias - Circuito), durante eventos como el Gran Premio de Motociclismo o Primavera Trompetera.
Redes especiales de Feria y Semana Santa
Constituido por líneas variantes (solo circulan durante ciertas horas en la Feria del Caballo o Semana Santa).